# Krzysztof Prędki
Krzysztof Prędki (ur. 13 grudnia 1952 w Opolu) – polski samorządowiec i nauczyciel, działacz opozycyjny w PRL, w latach 1999–2001 wicemarszałek (wiceprzewodniczący zarządu) województwa dolnośląskiego.

## Życiorys
Z zawodu biofizyk. Pracował jako nauczyciel w I Liceum Ogólnokształcącym w Wałbrzychu. Od 1980 działał w NSZZ „Solidarność” w Wałbrzychu, za co w 1982 został karnie usunięty ze szkoły.
W 1990 i 1994 był wybierany do rady miejskiej Wałbrzycha z rekomendacji NSZZ „Solidarność”. Został jednocześnie członkiem i marszałkiem sejmiku województwa wałbrzyskiego. W 1993 kandydował do Senatu w okręgu wałbrzyskim z rekomendacji NSZZ „Solidarność”, zajmując 3. miejsce spośród 12 kandydatów. Zaangażował się następnie w działalność Akcji Wyborczej Solidarność i z jej listy w 1998 został wybrany do sejmiku dolnośląskiego. Z dniem 1 stycznia 1999 został powołany na stanowisko wiceprzewodniczącego zarządu (od 1 czerwca 2001 wicemarszałka) województwa dolnośląskiego, odpowiedzialnego m.in. za ochronę zdrowia. 28 grudnia 2001 został odwołany wraz z całym zarządem. Następnie został likwidatorem Szpitala im. Rydygiera we Wrocławiu i pełnomocnikiem do utworzenia w jego miejsce Zakładu Pielęgnacyjno-Opiekuńczego.
Wkrótce potem tymczasowo sprawował funkcję dyrektora ZOZ w Oławie. Objął następnie stanowisko sekretarza gminy Wałbrzych.
W 2005 otrzymał Srebrny Krzyż Zasługi.